# Уосс, Эшли
Эшли Уосс (англ. Ashley Wass; род. 1977, Линкольншир) — британский пианист и музыкальный педагог.

## Биография
Начал заниматься фортепиано в пятилетнем возрасте. Брал частные уроки у Марии Курчо, учился в Королевской академии музыки у Криса Элтона. Занимался также под руководством Хэмиша Милна и Мюррея Перайи. В 1997 году выиграл Международный конкурс пианистов в Лондоне, благодаря чему попал в сферу внимания звукозаписывающей компании Naxos, выпустившей в 1999 г. первый альбом Уосса — сочинения Сезара Франка для фортепиано соло. Дальнейшая карьера Уосса была связана, прежде всего, с исполнением английской музыки: он записал четыре диска с произведениями Арнольда Бакса, три диска с музыкой Фрэнка Бриджа, фортепианный концерт Ральфа Воана Уильямса (исполнив его также в рамках БиБиСи-Промс), сочинения Эдуарда Элгара и др. Выпустил уже более 20 альбомов, преимущественно на Naxos, EMI, Hyperion, Kultur Video. В его репертуаре также произведения Бетховена, Брамса, Шопена, Листа, Франка, Андре Мессаже и других.
Его концерты проходят в престижных залах (в том числе в Уигмор-холле, Карнеги-холле и венском Концертхаусе). Выступал с ведущими оркестрами (включая все оркестры Би-би-си, оркестр Филармония, Национальный оркестр Лилля, Венский камерный, Гонконгский филармонический оркестр, Королевский Ливерпульский филармонический оркестр под управлением дирижёров Саймона Рэттла, Осмо Вянскя, Дональда Ранникльса, Илана Волкова, Василия Синайского. В 2002 г. Уосс выступил в Букингемском дворце в праздничном концерте в честь 50-летия правления Королевы.
Регулярно исполняет камерную музыку в составе созданного им Трио Денали, в которое входят Джесси Миллз (англ. Jesse Mills, скрипка) и Сара Картер (англ. Sarah Carter, виолончель). Сотрудничает с Хлоей Хэнслип, Мицуко Утида, Стивеном Иссерлисом, Эммануэлем Паю, Ричардом Гудом, Дайсином Касимото, Ильёй Грингольцем, Максимом Рысановым, Гаем Джонстоном, квартетом Гварнери и трио Beaux Arts.
С 2007 г. — художественный руководитель Линкольнширского Международного фестиваля камерной музыки.
Преподаёт в Королевской консерватории.

## Награды и признание
- 1-я премия Лондонского международного фортепианного конкурса (1997)
- 5-я премия Международного конкурса пианистов в Лидсе (2000)